# Витанов
Витанов (чеш. Vítanov) је насељено мјесто са административним статусом сеоске општине (чеш. obec) у округу Хрудим, у Пардубичком крају, Чешка Република.

## Становништво
Према подацима о броју становника из 2014. године насеље је имало 431 становника.

## Историја
Први писани траг о насељу потиче из 1353. године.

## Галерија
- Месна канцеларија и варогасни дом
- Порушена кућа
- Стари ресторан
- река Хрудимка